# La murga de Panamá
La murga de Panamá, manchmal auch verkürzt als La murga bezeichnet, ist eines der populärsten Lieder in Panama, aber auch in anderen Ländern Lateinamerikas bekannt.

## Geschichte
Die Murga erreichte Panama 1952, als Manuel Consuegra Gómez – der allgemein als der „Vater der panamaischen Murga“ angesehen wird – diese im Karneval von Las Tablas einführte. Mit dem 1970 von Héctor Lavoe und Willie Colón konzipierten Lied La murga de Panamá wurde der panamaischen Murga ein musikalisches Denkmal gesetzt, das später von Juancho Valencia – dem Bandleader der Gruppe Puerto Candelaria – wie folgt beschrieben wurde: „Dieses Lied ist Teil unserer Kultur als Latinos, Kolumbianer, Salseros. Es ist nicht bloß irgendein Lied, es ist eine Hymne.“
Lavoe und Colón veröffentlichten das Lied 1970 auf ihrem Album Asalto Navideño. Es wurde später unter anderem vom venezolanischen Salsa-Musiker Oscar D’León, vom kolumbianischen Sänger Diego Morán und vom panamaischen Sänger und ehemaligen Tourismusminister Rubén Blades gecovert.

## Inhalt
Das Lied lädt die Zuhörer dazu ein, mitzutanzen, wenn es etwa heißt: „Vamos a bailar la murga de Panamá. Esto es una cosa fácil y muy buena pa'bailar.“ (Lass uns den Murga von Panama tanzen. Es geht ganz einfach und ist sehr schön zum Tanzen.). Ferner berichtet das Lied vom Entzücken, das der Protagonist beim Anblick der Bewegungen einer von ihm verehrten Tänzerin empfindet: „Ay tu tienes un caminao que me tienes trastornao y cuando bailas La Murga, oye mamita que buena estás.“ (Oh, du hast einen Gang, der mich einheizt und wenn du La Murga tanzt, Süße, bist du richtig gut.)